# Mata de Cuéllar
Mata de Cuéllar település Spanyolországban, Segovia tartományban. Mata de Cuéllar Íscar, Cogeces de Íscar, San Miguel del Arroyo, Vallelado és Chañe községekkel határos. Lakosainak száma 263 fő (2024).

## Népesség
A település népessége az elmúlt években az alábbi módon változott:
| Lakosok száma | 321  | 301  | 308  | 303  | 291  | 279  | 260  | 266  | 263  | 263  |
|               | 2001 | 2004 | 2007 | 2009 | 2012 | 2014 | 2017 | 2019 | 2022 | 2024 |